# União Desportiva da Tocha
A União Desportiva da Tocha é um clube português com sede na freguesia da Tocha, Município de Cantanhede, Distrito de Coimbra.
O clube foi fundado em 1953 e o seu atual presidente é António Pinheiro. Na temporada 2012/13, a equipe principal participa do campeonato nacional da II Divisão Zona Centro, sendo sua primeira participação nesta divisão.
Seu número de registro na Federação Portuguesa de Futebol é 1162.

## Estádio
A equipe do União Desportiva da Tocha disputa os seus jogos em casa no Complexo Desportivo da Tocha, também conhecido como Campo das Levadias.

## Marca do equipamento e patrocínio
A equipa de futebol utiliza equipamento da marca Lacatoni e tem o patrocínio de Isolmondego.

## Futebol do União da Tocha

### Histórico (inclui 2012/1013)[2]
|                  | Nº Presenças | Títulos |
| Temporadas na 1ª | 0            | 0       |
| Temporadas na 2ª | 0            | 0       |
| Temporadas na 3ª | 1            | 0       |
| Temporadas na 4ª | 8            | 0       |
| Taça de Portugal | 0            | 0       |
| Taça da Liga     | 0            | 0       |
| ---------------- | ------------ | ------- |

### Classificações
| Escalão             | 2003/2004 | 2004/2005 | 2005/2006 | 2006/2007 | 2007/2008     | 2008/2009 | 2009/2010  |
| Liga ZON Sagres     | -         | -         | -         | -         | -             | -         | -          |
| Segunda Liga        | -         | -         | -         | -         | -             | -         | -          |
| II Divisão          | -         | -         | -         | -         | -             | -         | -          |
| III Divisão         | 10º       | 15º       | 13º       | 11º       | 10º / 1º **** | 5º / 4º * | 8º / 1º ** |
| 1º Escalão Regional | -         | -         | -         | -         | -             | -         | -          |
| 2º Escalão Regional | -         | -         | -         | -         | -             | -         | -          |
| 3º Escalão Regional | -         | -         | -         | -         | -             | -         | -          |
| ------------------- | --------- | --------- | --------- | --------- | ------------- | --------- | ---------- |

| Escalão             | 2010/2011 | 2011/2012 | 2012/2013 |
| Liga Sagres         | -         | -         | -         |
| Liga Vitalis        | -         | -         | -         |
| II Divisão          | -         | -         | -         |
| III Divisão         | 9º / 1º** | 3º / 4º*  | -         |
| 1º Escalão Regional | -         | -         | -         |
| 2º Escalão Regional | -         | -         | -         |
| 3º Escalão Regional | -         | -         | -         |
| ------------------- | --------- | --------- | --------- |

A mudança das regras com a inclusão dos sub-campeonatos Promoção, Manutenção C1 e Manutenção C2 foi implantada na temporada 2007/2008 e durou apenas dois campeonatos, sendo substituidos por Promoção e Manutenção na temporada 2009/2010.
*  - Campeonato Promoção
**  - Campeonato Manutenção
***  - Campeonato Manutenção C1
****  - Campeonato Manutenção C2